# Касалетка
Касале́тка (мн. ч.: касалетки, от фр. casselette — кастрюля или горшочек для варки пищи (ранее — чашечка для сжигания благовоний, курильница), cassole — ёмкость, служащая для разных целей, casse — черпак) — контейнер для блюд, подаваемых в составе обедов на борту различных транспортных средств. Бывает алюминиевым, пластиковым и даже фарфоровым.

## Общие сведения
Алюминиевые касалетки производятся методом холодной штамповки из алюминиевой фольги с защитным лаковым покрытием. Поставляется в комплекте с крышкой в стерильном виде по сто штук в герметичных тубах.

## Достоинства
- Высокая теплоустойчивость: касалетки могут быть подвергнуты как нагреванию (до 280 °C), так и заморозке (до −40 °C).
- Высокая теплопроводность алюминия позволяет быстро разогреть пищу в электродуховом шкафу (по технологическим требованиям к горячим обедам при организации авиапитания, пищу в касалетках сначала замораживают, а затем на борту самолёта разогревают бортпроводники в электродуховых шкафах).
- В отличие от пластиковой тары, при нарушении режима разогрева, алюминиевая упаковка не может выделить вредные вещества, проникающие в пищу.
- Экологическая чистота и возможность вторичной переработки.

## Развитие
В настоящее время касалетки используются также для организации бортового горячего питания пассажиров самолётов, поездов и для организации питания в школах, больницах и на заводах.